# Элат (лапиф)
Элат (др.-греч. Ἔλατος) — персонаж древнегреческой мифологии, лапиф. «Муж дотийский», участник состязаний, на которых Персей нечаянно убил Акрисия. Жена — Гиппа.
Дети Элата — Кеней, Исхий, Полифем и Ампик (отец Мопса).